# Saurauia micayensis
Saurauia micayensis là một loài thực vật có hoa trong họ Dương đào. Loài này được Killip miêu tả khoa học đầu tiên năm 1926.